# La Mouette (bande dessinée, 1992)
Pour les articles homonymes, voir La Mouette.
La Mouette est un album de bande dessinée de Daniel Bardet et Élie Klimos, le tome 5 de la série Timon des Blés.

## Fiche technique
- Scénariste : Daniel Bardet
- Dessinateur : Élie Klimos
- Mise en couleurs : Jean-Jacques Chagnaud
- Année de première publication : 1992
- Éditeur : Glénat / collection Vécu
- Nombre de planches : 46
- (ISBN 2-7234-1473-6)

## Synopsis
Cette même année 1794, la Terreur culmine.
Les manteaux noirs ont rejoint la chouannerie, pourchassés par les « Bleus ». Timon rencontre « la Mouette » dont les charmes ne le laissent pas indifférent, mais sa guerre prend une tournure plus personnelle avec l’arrivée d’une vieille connaissance du temps de l’Amérique : Bergier envoyé du Comité de Sûreté. L’un des deux doit mourir ; ironie du sort, l’agent de la terreur sera guillotiné par ses ennemis contre-révolutionnaires.

## Commentaires
Bardet est connu pour ses talents de scénariste de bande dessinée historique (Les Chemins de Malefosse, Chroniques de la Maison Le Quéant), il s’associe à Élie Klimos pour le cinquième album d’une série qui en compte huit. L’époque choisie ici est le dernier quart du XVIIIe siècle.

## Lieux
Le cinquième album de la série se déroule intégralement dans la campagne normande.

## Référence bibliographique
- Patrick Gaumer & Claude Moliterni, Dictionnaire mondial de la Bande Dessinée, Éditions Larousse, Paris, 1994,  (ISBN 2-03-523510-3).